# Джанкарло Еспозіто
Джанкарло Еспозіто (італ. Giancarlo Esposito; нар. 26 квітня 1958, Копенгаген) — американський актор, п'ятиразовий номінант на премію «Еммі».

## Біографія
Джанкарло Еспозіто народився 26 квітня 1958 року в Копенгагені, Данія. Батько — тесля з Неаполя, мати афроіталійка, оперна співачка.
Юні роки провів в Данії, потім з батьками переїхав спочатку до Елмсфорду, штат Нью-Йорк, потім в Клівленд. У 1964 році родина остаточно вкоренилася в Нью-Йорку, на Мангеттені.
Закінчив факультет радіо і телебачення Елізабет Сетон-коледжу в Нью-Йорку. У 1980 році — перша велика театральна роль Купера в афроамериканському варіанті п'єси Тенессі Вільямса «Кішка на розпеченому даху». Кінодебют відбувся у фільмі «Той, що біжить» в 1979 році. Також знімався в ролях другого плану. Це фільми «Клуб „Коттон“», «Максимальне прискорення», «Ніч на Землі», «Король Нью-Йорка», «Блюз про краще життя». Значні ролі останніх десятиліть: Мігель Алгарін в «Пінеро» і батько в біографічній стрічці «Алі».
Став широко відомий за характерними ролями у телесеріалах — «Поліція Маямі», «Закон і порядок», «Детектив Неш Бріджес» і «Вбивство: життя на вулиці», а також в ролі Ґуставо Фрінга в телесеріалах «Пуститися берега» та «Краще подзвоніть Солу». Також виступає як режисер і продюсер фільмів.

## Фільмографія
| Рік         |    | Українська назва                               | Оригінальна назва                   | Роль                                               |
| ----------- | -- | ---------------------------------------------- | ----------------------------------- | -------------------------------------------------- |
| 1979        | ф  |                                                | Running                             | пуерториканський підліток                          |
| 1981        | ф  |                                                | Taps                                | кадет Пірс                                         |
| 1981        | тф |                                                | The Gentleman Bandit                | Джеймі                                             |
| 1982        | с  | Вулиця Сезам                                   | Sesame Street                       | Міккі                                              |
| 1982—1983   | с  | Дороговказне світло                            | Guiding Light                       | Клей Тайнан                                        |
| 1983        | ф  | Помінятися місцями                             | Trading Places                      | співкамерник                                       |
| 1983        | ф  |                                                | Enormous Changes at the Last Minute | Хуліо                                              |
| 1984—1985   | с  | Поліція Маямі                                  | Miami Vice                          | Лютер Рікі Адоніс Джексон                          |
| 1984        | ф  |                                                | Go Tell It on the Mountain          | Єлисей                                             |
| 1984        | ф  | Брат з іншої планети                           | The Brother from Another Planet     | арештований                                        |
| 1984        | ф  | Клуб «Коттон»                                  | The Cotton Club                     | Bumpy Hood                                         |
| 1985        | ф  |                                                | Desperately Seeking Susan           | вуличний торговець                                 |
| 1986        | ф  | Максимальне прискорення                        | Maximum Overdrive                   | відеоплеєр                                         |
| 1987        | ф  |                                                | Sweet Lorraine                      | Хауі                                               |
| 1988        | ф  |                                                | School Daze                         | Джуліан                                            |
| 1989        | ф  |                                                | Do the Right Thing                  | Bugging Out                                        |
| 1990        | ф  | Король Нью-Йорка                               | King of New York                    | Ленс                                               |
| 1991        | ф  | Ніч на Землі                                   | Night On Earth                      | Йо-Йо                                              |
| 1991        | ф  | Харлей Девідсон і ковбой Мальборо              | Harley Davidson & Marlboro man      | Джимі Джільс                                       |
| 1992        | ф  | Боб Робертс                                    | Bob Roberts                         | Джон Раплін                                        |
| 1992        | ф  |                                                | Malcolm X                           | Томас Хаган                                        |
| 1993        | ф  | Емос і Ендрю                                   | Amos & Andrew                       | преподобний Фентон Брунч                           |
| 1995        | ф  | Звичайні підозрювані                           | The Usual Suspects                  | Джек Баер                                          |
| 1995        | ф  | З зневірою в особі                             | Blue in the Face                    | Томмі Фінеллі                                      |
| 1996        | с  | Закон і порядок                                | Law & Order                         | Містер Бейлор                                      |
| 1997        | ф  | Нема чого втрачати                             | Nothing to Lose                     | Чарлі Дант                                         |
| 2004—2005   | с  | Закон і порядок                                | Law & Order                         | Родні Фаллон                                       |
| 2005        | ф  | Пожирач плоті                                  | Chupacabra: Dark Seas               | Пенья                                              |
| 2005        | ф  | Ціна зради                                     | Derailed                            | Детектив Черч                                      |
| 2005        | ф  | Злочин на основі ненависті                     | Hate Crime                          | детектив Еспозіто                                  |
| 2005        | с  |                                                | Law & Order: Trial by Jury          | Орландо Рамірес                                    |
| 2006        | ф  | Малятко Шеррі                                  | Sherrybaby                          | умовно-достроково звільнений співробітник Ернандес |
| 2006        | ф  | Літній Дощ                                     | Rain                                | Кен Арнольд                                        |
| 2006        | с  | Кістки                                         | Bones                               | Річард Бенуа                                       |
| 2006—2008   | с  | C.S.I.: Місце злочину Маямі                    | CSI: Miami                          | Брага                                              |
| 2007        | с  | Викрадений                                     | Kidnapped                           | Венс                                               |
| 2007        | ф  | Racing Daylight                                | Racing Daylight                     | Фред / дрифтер                                     |
| 2007        | ф  | Посилка                                        | The Box                             | Детектив Двейн Буркгалтер                          |
| 2007        | ф  | Відчуй ритм                                    | Feel the Noise                      | Роберто                                            |
| 2007        | ф  | Рука                                           | Mano                                | Ніно                                               |
| 2008        | с  | Новий Амстердам                                | New Amsterdam                       | Спеціальний агент Джеймс Лоусон                    |
| 2008        | тф | Ксенофобія                                     | Xenophobia                          | Юнак                                               |
| 2008        | с  | Вплив                                          | Leverage                            | Олександр Мото                                     |
| 2008        | ф  | Госпел Хілл                                    | Gospel Hill                         | Доктор Палмер                                      |
| 2008        | ф  | Челсі з льодом                                 | Chelsea on the Rocks                | Тип                                                |
| 2009—2011   | с  | Пуститися берега                               | Breaking Bad                        | Густаво "Гус" Фрінг                                |
| 2010        | с  | Теорія брехні                                  | Lie to Me                           | Бо Гекмен                                          |
| 2010        | ф  | Кроляча нора                                   | Rabbit Hole                         | Оггі                                               |
| 2010        | с  | Детройт 1-8-7                                  | Detroit 1-8-7                       | Едді Гендерсон                                     |
| 2011        | с  | Мислити як злочинець: Поведінка підозрюваного  | Criminal Minds: Suspect Behavior    | Гордон Рамірез                                     |
| 2011        | в  | S.W.A.T.: Перехресний вогонь                   | SWAT: Firefight                     | інспектор Голандер                                 |
| 2011        | кф | Мрійливий американець                          | Dreaming American                   | Дейтон ЛіМанс                                      |
| 2011 — 2012 | с  | Якось у казці                                  | Once Upon a Time                    | Чарівне дзеркало / Сідні Гласс                     |
| 2012 —2013  | с  | Спільнота                                      | Community                           | Гілберт Лоусон                                     |
| 2012 —2014  | с  | Революція                                      | Revolution                          | капітан Том Невілл                                 |
| 2012        | ф  | Алекс Крос                                     | I, Alex Cross                       | Дарамус Голідей                                    |
| 2014        | ф  | Адель                                          | Adele                               | Томас Гарріс                                       |
| 2015        | ф  | Той, що біжить лабіринтом: Випробування вогнем | Maze Runner: The Scorch Trials      | Хорхе                                              |
| 2015        | с  | П'яна історія                                  | Drunk History                       | Андрес Піко (Епізод: "Los Angeles")                |
| 2016        | ф  | Книга джунглів                                 | The Jungle Book                     | Акела (голос)                                      |
| 2016—2017   | с  |                                                | The Get Down                        | пастор Рамон Круз                                  |
| 2016        | ф  | Грошова пастка                                 | Money Monster                       | капітан Маркус Пауелл                              |
| 2017        | ф  | Окча                                           | 옥자 / Okja                         | Френк Досон                                        |
| 2017—2022   | с  | Краще подзвоніть Солу                          | Better Call Saul                    | Густаво "Гус" Фрінг                                |
| 2018        | с  | Край «Дикий Захід» (2 сезон)                   | Westworld                           | Ел Лазо                                            |
| 2018        | ф  | Той, що біжить лабіринтом: Ліки від смерті     | Maze Runner: The Death Cure         | Хорхе                                              |
| 2019—2020   | с  | Хлопаки                                        | The Boys                            | Стенлі Едгар                                       |
| 2019        | с  |                                                | Creepshow                           | Док                                                |
| 2019—2021   | с  | Хрещений батько Гарлема                        | Godfather of Harlem                 | Адам Клейтон Пауелл-молодший                       |
| 2019—2020   | мс | Гарлі Квінн                                    | Harley Quinn                        | Лекс Лютор (голос)                                 |
| 2019—2020   | с  | Мандалорець                                    | The Mandalorian                     | Мофф Ґідеон                                        |
| 2019        | ф  | Службовий обов'язок                            | Line of Duty                        | Том Волк                                           |
| 2019        | ф  |                                                | Coda                                | Пол                                                |
| 2020        | ф  |                                                | Stargirl                            | Арчі                                               |
| 2020        | ф  |                                                | Unpregnant                          | Боб                                                |
| 2020—2021   | мс | Качині історії                                 | DuckTales                           | Phantom Blot (голос)                               |
| 2021        | ф  |                                                | Beauty                              |                                                    |
| 2022        | мс | Хлопаки: Осатанілі                             | The Boys Presents: Diabolical       | Стен Едгар                                         |
| 2022        | мс | Cyberpunk: Edgerunners                         | Cyberpunk: Edgerunners              | Фарадей                                            |
| 2023        | с  | Калейдоскоп                                    | Kaleidoscope                        | Лео Пап / Рей Вернона                              |
| 2024        | ф  | Ебіґейл                                        | Abigail                             | Ламберт                                            |
| 2024        | ф  | МаХХХін                                        | MaXXXine                            | Тедді Найт                                         |
| 2024        | ф  | Мегалополіс                                    | Megalopolis                         | Франклін Цицерон                                   |
| 2025        | ф  | Електричний штат                               | The Electric State                  | Маршалл (голос)                                    |
| 2025        | ф  | Капітан Америка: Прекрасний новий світ         | Captain America: Brave New World    | Сет Волькер / Sidewinder                           |
| 2026        | ф  | Твоя Мати Твоя Мати Твоя Мати                  | Your Mother Your Mother Your Mother |                                                    |

## Озвучування відеоігор
| Рік  | Назва     | Персонаж        | Примітки                                                                                                 |
| ---- | --------- | --------------- | --- |
| 2014 | Payday 2  | Дантист         | Джанкарло Еспозіто також став прообразом зовнішності Дантиста і зіграв персонажа у трейлері The Dentist. |
| 2021 | Far Cry 6 | Антон Кастільйо | Також прообраз зовнішності персонажа.                                                                    |